# シュナントゥニッチ
シュナントゥニッチ（Xunantunich）はベリーズ西部にあるマヤ文明の考古遺跡で、ベリーズシティから西に130kmほどいったカヨ郡内にある。モパン川沿いの尾根の上にあり、グアテマラとの国境に近い。その名称はマヤ語で「石の女」を意味し、他のマヤ遺跡と同様現代になって付けられた名称であり、古代にどう呼ばれていたかは不明である。1892年、女性の幽霊が現れ何人かの人々にその場所に住むよう訴えたという逸話から、「石の女」と名付けられた。その女性は全身に純白の服をまとい、真っ赤な目をしていたという。その幽霊はエル・カスティーリョの前で出現し、石の階段を登って石壁の中に消えることが多かった。
建築物の多くはマヤ古典期（200年ごろから900年ごろ）に建設されたものである。ここが使われている時代に地震によって一部の建築物が損傷した証拠が見つかっている。この地震がこの場所が放棄された理由だという説もある。
シュナントゥニッチの中心部は約1平方マイル（2.6km2）の広さで、6つの広場を26以上の神殿や宮殿が取り囲んでいる。特に有名な建築物はエル・カスティーリョと呼ばれるピラミッドで、ベリーズでは2番目の高さの遺跡建造物であり、高さは約40mである（ベリーズで最も高いのはカラコルの神殿）。発掘により、いくつかの神殿のファサードには化粧しっくいによる装飾が施されていたことがわかった。また、神殿群は3期（600年代、700年代、800年代）にわたって建設されたことも判明している。化粧しっくいの装飾帯が施されたのは最後（800年代）である。
最初の調査は1894年と1895年、トーマス・ガンの指揮で行われた。1930年代から1990年代にかけて、いくつかの発掘調査が行われた。
最も保存状態のよい石碑は、保存のために防水性の小さな建物に収容されている。この遺物は紀元前200年から紀元150年ごろのものとされており、マヤ人の左向きの像が彫られている。大またで歩いている様子が描かれており、腕章以外に何も身につけていない。
周辺のマヤ文明の遺跡としては、Chaa Creek やカル・ペチがある。

## ギャラリー

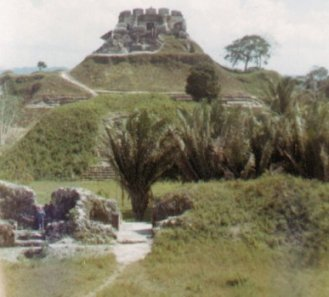
中央広場からエル・カスティーリョを望む。
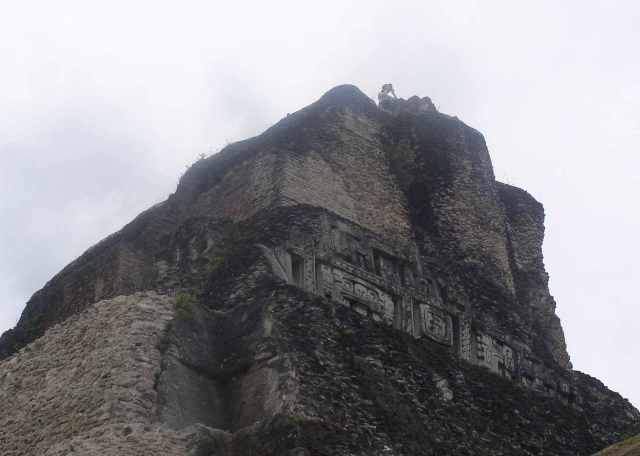
エル・カスティーリョ北面の装飾彫刻。
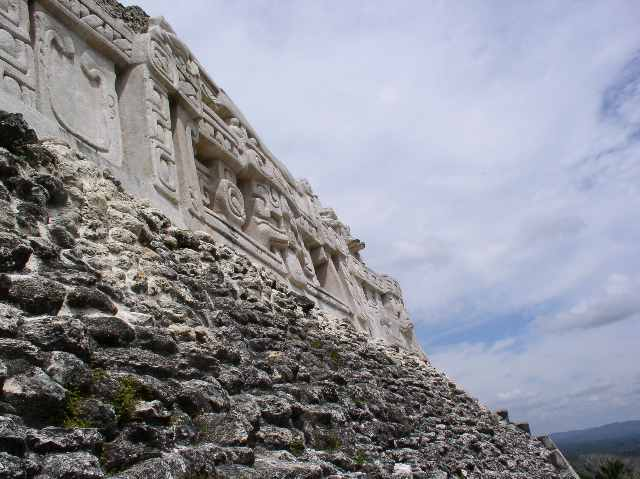
エル・カスティーリョ東面の装飾彫刻。
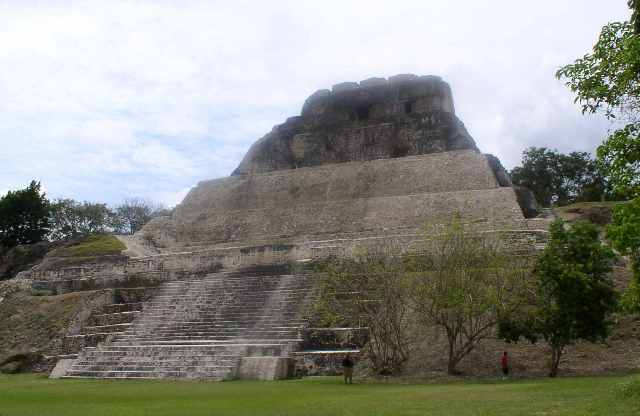
エル・カスティーリョ
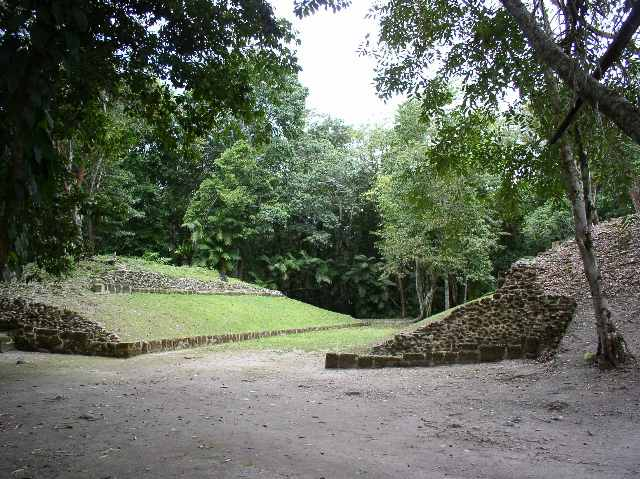
球技場
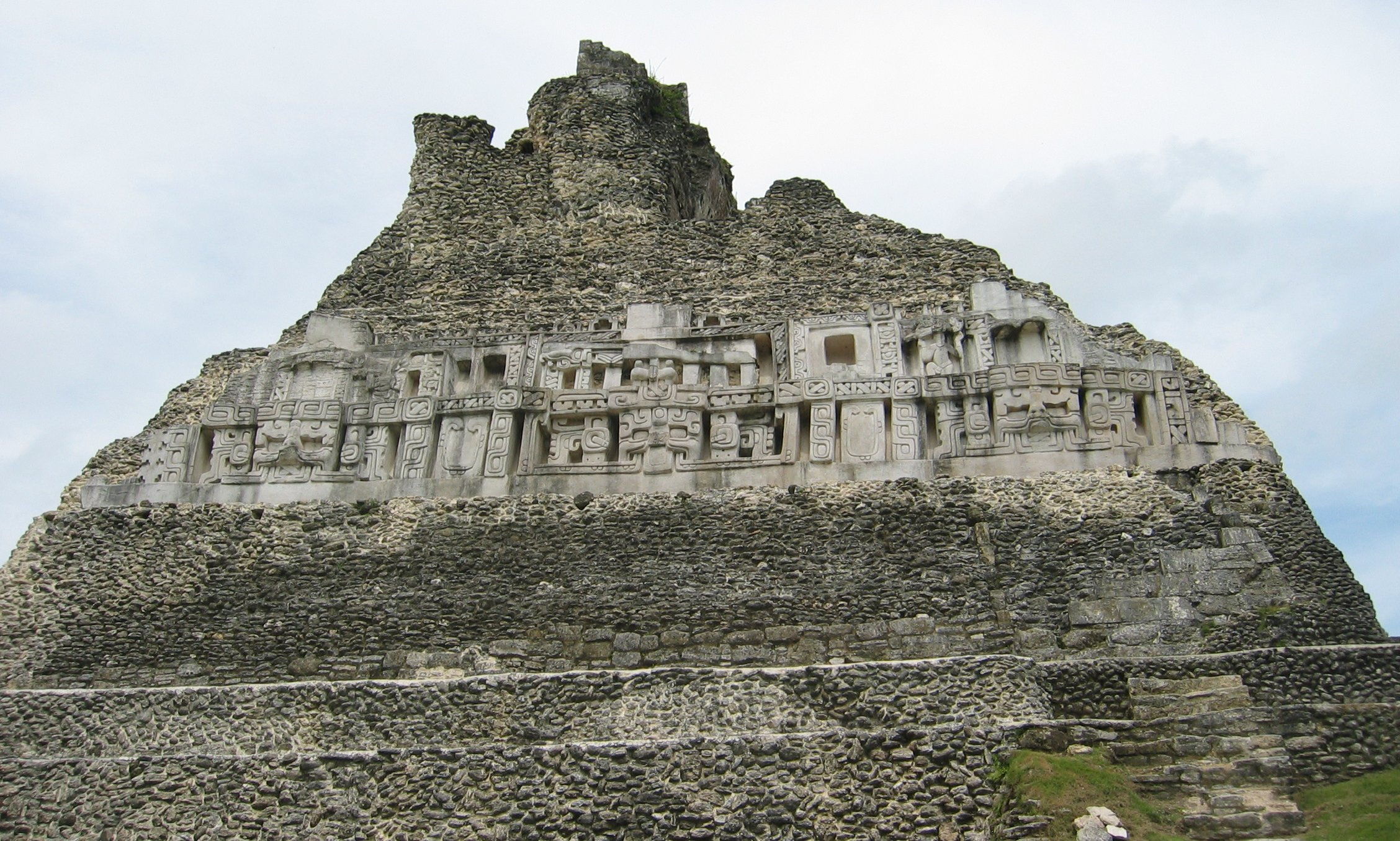
エル・カスティーリョ北面の装飾彫刻。
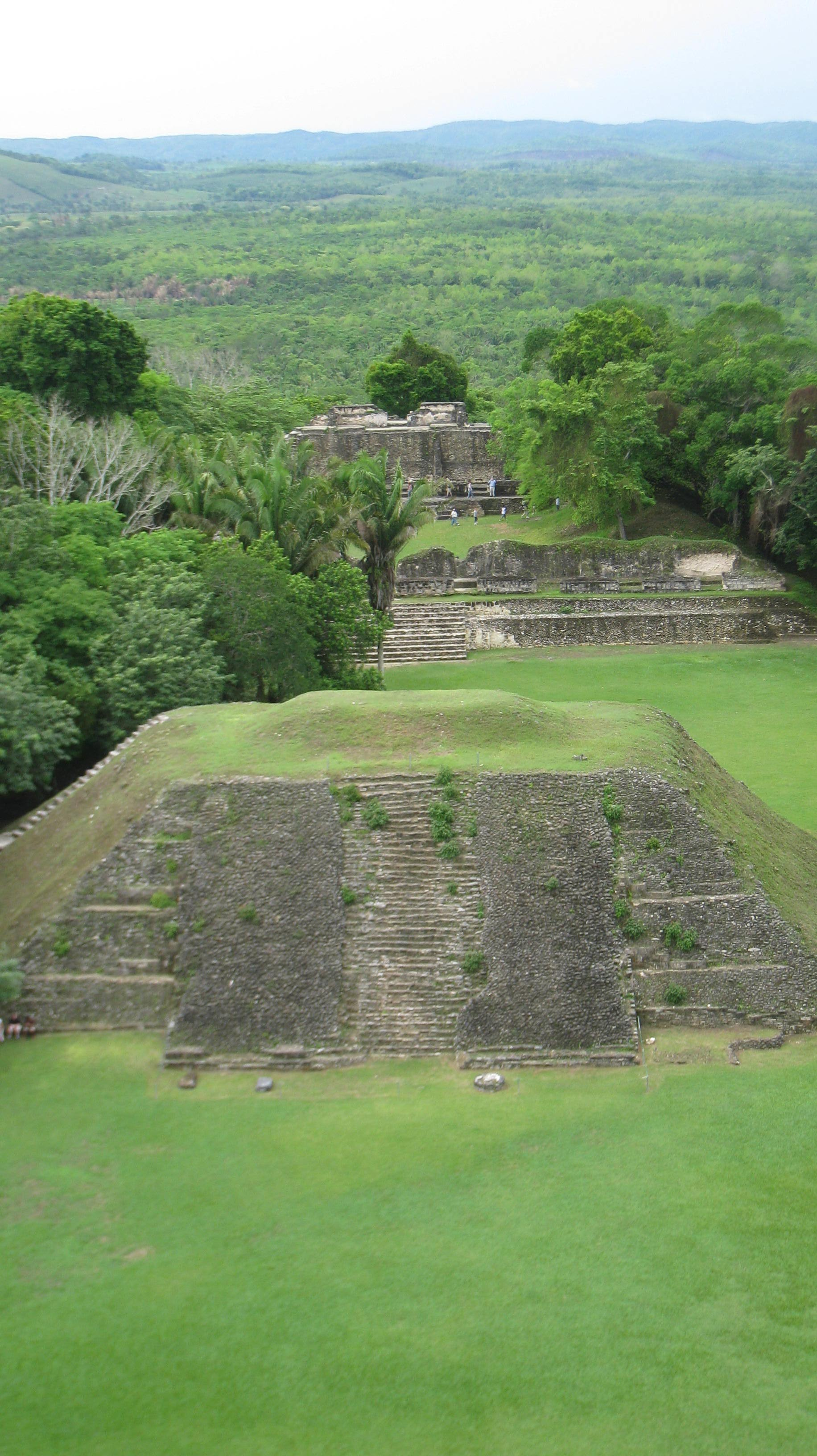
エル・カスティーリョからの眺め。